# Altstädtische Kirche St. Nikolaus (Königsberg)
Die mittelalterliche Altstädtische Kirche St. Nikolaus stand im Stadtzentrum der früheren Hauptstadt Ostpreußens Königsberg (dem heutigen Kaliningrad in Nordwestrussland) an dem Platz, der später Kaiser-Wilhelm-Platz hieß.

## Geschichte
Der Grundstein für den ersten Kirchbau wurde 1264 gelegt. Diese erste Kirche wurde von 1504 bis 1537 durch einen Neubau ersetzt. Die Kirche war eng mit der Geschichte des Luthertums verbunden, da dort ein gewisser Mönch Johann Amandus die erste evangelische Predigt in Ostpreußen gehalten hat. Auch war sie eine der größten Kirchen Ostpreußens. Ihre Ausmaße betrugen: außen: 48,7 m × 35,7 m; innen: 47,9 m × 31,1 m; die Gewölbehöhe betrug ca. 20 m. Der neuere Turmhelm war dem der Löbenichtschen Kirche ähnlich. Mit ihren Maßen nahm sie fast den gesamten Kaiser-Wilhelm-Platz ein. Aufgrund ihrer kurzzeitigen Bestimmung als Domkirche war sie mit Gräbern, Epitaphen und Gedenktafeln übersät. Das berühmteste Grab dürfte dasjenige von Johannes Luther gewesen sein, dem ältesten Sohn des Reformators Martin Luther, der hier 1575 als sächsischer Hofrat starb.
Ebenfalls berühmt war die von Adam Gottlob Casparini im Jahr 1763 fertiggestellte Orgel mit 3 Manualen und 65 Registern. Es handelte sich um die größte Orgel aus der Werkstatt dieses Meisters. Carl Friedrich Zelter notierte bei einem Besuch der Kirche im Jahr 1809, dass in der Kirche eine „vortreffliche Orgel“ stehe. Die Orgel wurde in den Neubau der Kirche überführt.
Der letzte Gottesdienst wurde 1824 gehalten, da sich die Kirche senkte und Risse entstanden. Zwischen 1826 und 1828 wurde die Kirche wegen Baufälligkeit abgebrochen. Der freiwerdende Platz blieb unbebaut und wurde später der Kaiser-Wilhelm-Platz. Es gab den Blick frei auf den Schlossturm mit dem Renaissance-Giebel des Schlosses. Die Neue Altstädtische Kirche, ein neugotischer Backsteinbau, wurde ca. zehn Jahre später 1838 nach einem Entwurf von Karl Friedrich Schinkel in der Junkerstraße errichtet.

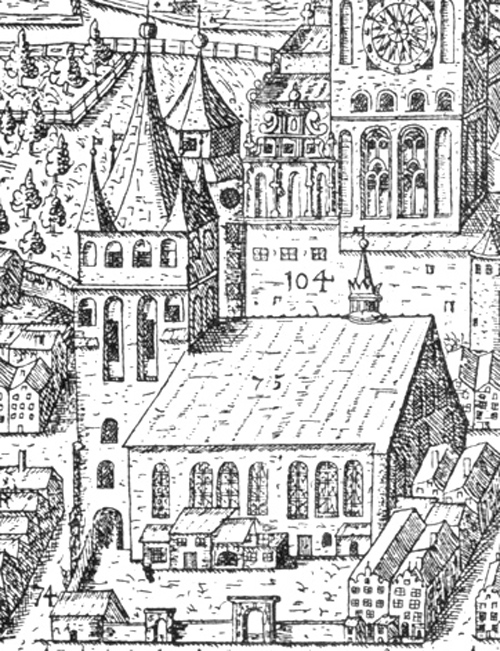
Die erste Altstädtische Kirche zur Reformation 1613
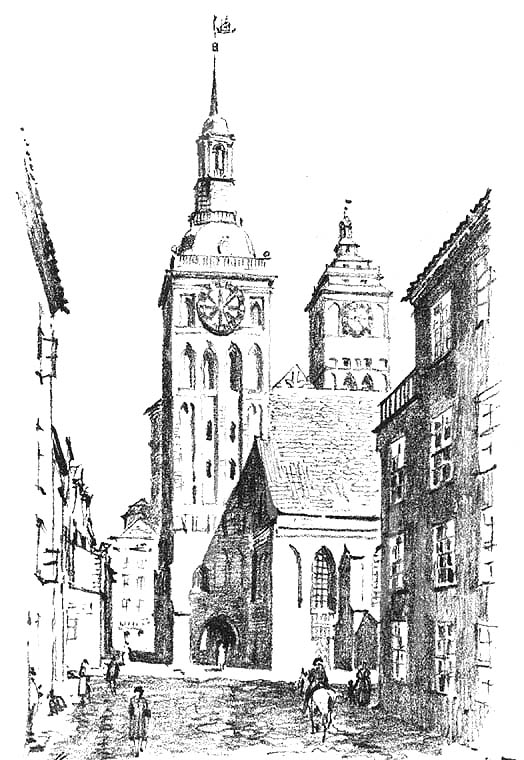
Die alte Altstädtische Kirche, im Hintergrund der Schlosskirchturm (alt)
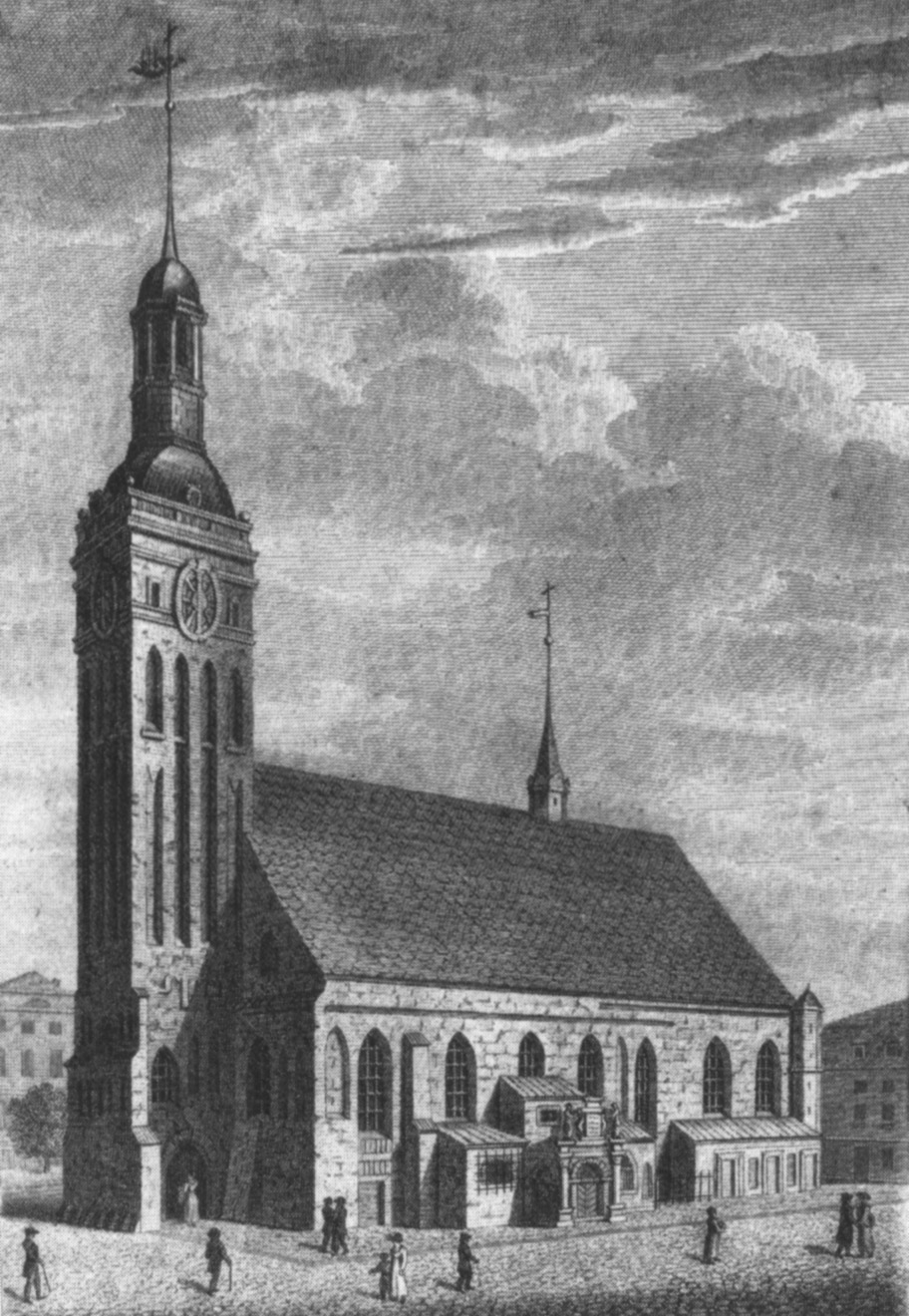
Die erste Altstädtische Kirche vor dem Schloss 1826
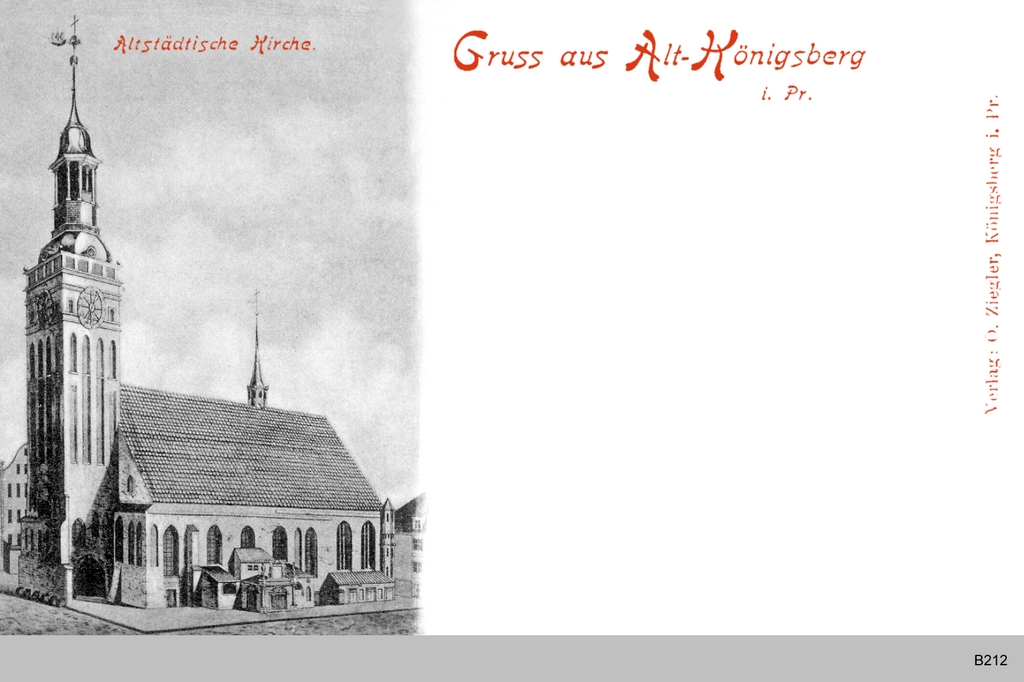
Die erste Altstädtische Kirche von 1826

## Pfarrer
- 1809: Weiß, Superintendent[4]